# Antoine de Saint-Exupéry

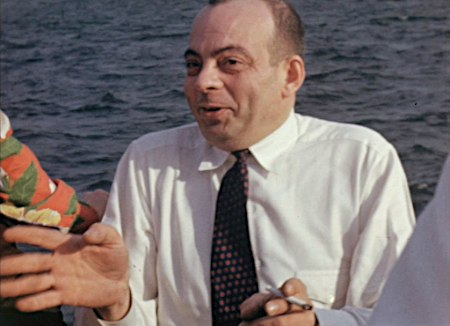
Antoine de Saint-Exupéry (1942)

Antoine Marie Jean-Baptiste Roger de Saint-Exupéry (* 29. Juni 1900 in Lyon; † 31. Juli 1944 nahe der Île de Riou bei Marseille) war ein französischer Schriftsteller und Pilot. Er war schon zu seinen Lebzeiten ein anerkannter und erfolgreicher Autor, obwohl er selbst sich eher als einen nur nebenher schriftstellernden Berufspiloten sah. Seine märchenhafte Erzählung Der kleine Prinz gehört mit über 140 Millionen verkauften Exemplaren zu den erfolgreichsten Büchern der Welt.

## Leben

### Kindheit und Jugend

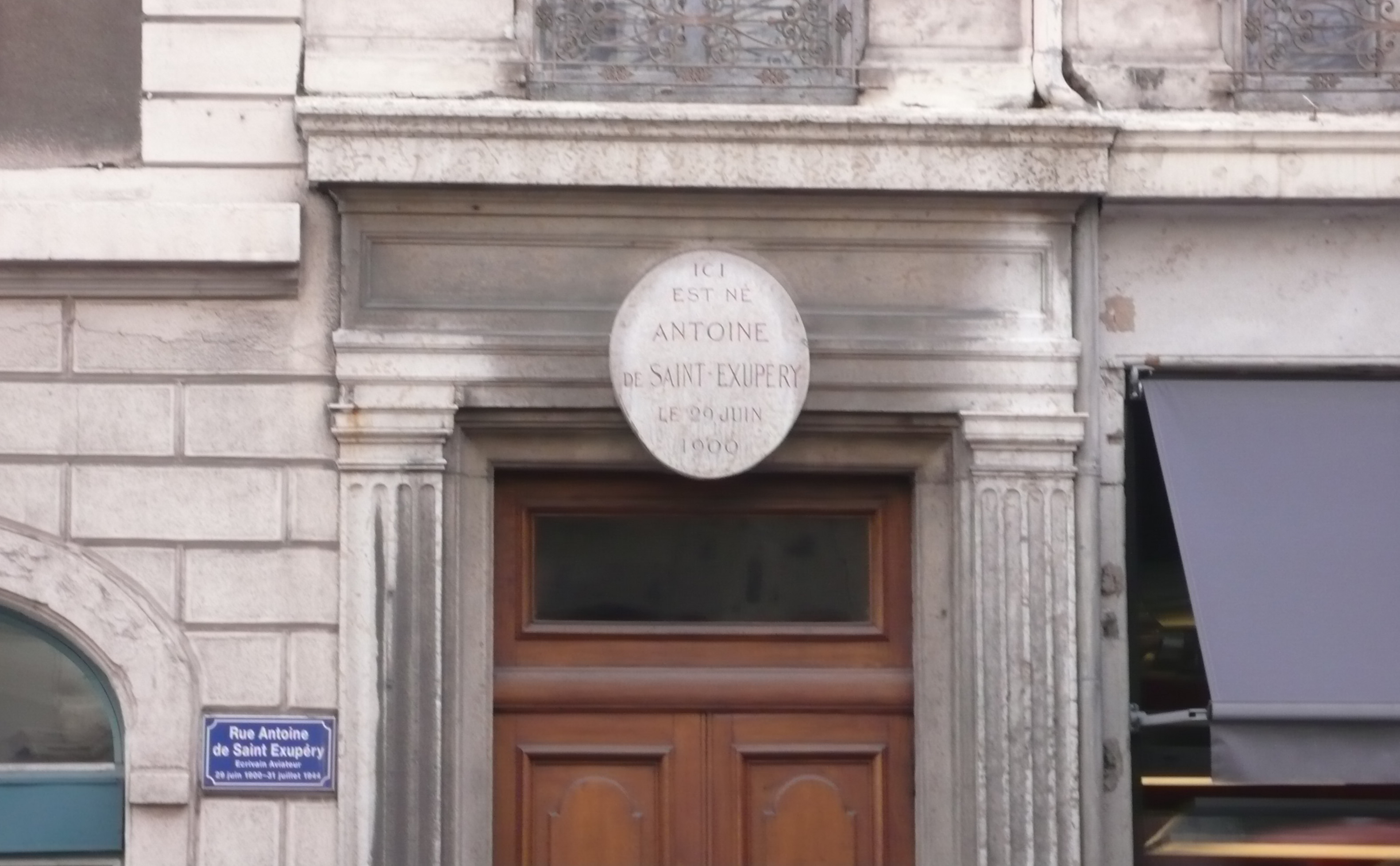
Geburtshaus von Antoine de Saint-Exupéry in Lyon. Die Straße wurde nach ihm benannt.

Saint-Exupéry wurde 1900 in Lyon als drittes von fünf Kindern und als erster Sohn von Jean-Marc de Saint Exupéry (1863–1904) und Marie Boyer de Fonscolombe La Môle (1875–1972) geboren. Der Vater starb, als der Junge drei Jahre alt war.
Saint-Exupéry wuchs zunächst in Lyon und auf Gütern der Familie in Südfrankreich auf. 1909 kam er mit seinem jüngeren Bruder in ein von Jesuiten geführtes Internat in Le Mans. Im Juli 1912 wurde er während der Sommerferien in Ambérieu-en-Bugey zum ersten Mal auf einen Flug vom Piloten und Konstrukteur Gabriel Salvez-Wroblewski mitgenommen, dem er vorgelogen hatte, eine Erlaubnis seiner Mutter für den Flug zu haben. Er war fasziniert vom Fliegen. Die letzten Gymnasialjahre (1915–17) verbrachten er und sein Bruder im Kollegium Heilig Kreuz, einem Internat der Marianisten, in Freiburg/Schweiz.

### Ausbildung und Wehrdienst

Die Unterschrift von Antoine de Saint-Exupéry

Nach dem Abitur (Baccalauréat 1917) besuchte Saint-Exupéry am Lycée Saint-Louis in Paris die Vorbereitungsklassen (classes préparatoires) für die Aufnahmeprüfung (concours) der École navale, weil er Marineoffizier werden wollte. Er hatte jedoch keinen Erfolg bei der Prüfung, fiel zweimal im Fach Literatur durch und erhielt keinen der kontingentierten Studienplätze. Ein weiterer Schlag war der plötzliche Tod seines Bruders 1917, der an den Folgen einer Herzbeutelentzündung starb. Dieser Verlust erschütterte ihn zutiefst.
1920/1921 studierte er an der École nationale supérieure des beaux-arts in Paris Architektur, erwarb jedoch keinen Abschluss. Von 1921 bis 1923 absolvierte er seinen Wehrdienst bei der Kavallerie in Straßburg und wurde zum Flugzeugmechaniker ausgebildet. Die Armee verweigerte ihm eine Ausbildung zum Piloten, weil er den Vorbereitungskurs hierzu nicht absolviert hatte. Er absolvierte dann seine Pilotenausbildung, indem er privat Flugstunden nahm.

### Erste Jahre als Pilot und Autor
Danach hätte Saint-Exupéry als Berufsoffizier und -pilot bei den Luftstreitkräften bleiben können, doch war die adelige Familie seiner Verlobten Louise de Vilmorin, der Schwester eines Pariser Klassenkameraden, vehement gegen eine derart gefährliche Existenz ihres künftigen Schwiegersohns. In Erwartung der Eheschließung, zu der es dann aber doch nicht kam, arbeitete Saint-Exupéry als Angestellter bei Pariser Firmen. Nebenbei flog er, wann immer er konnte, und hatte im Salon einer adeligen Tante, Yvonne de Lestrange, Herzogin von Triest, erste Kontakte mit Pariser Literaten. 1923 war Saint-Exupéry völlig mittellos und begann erstmals als Pilot zu arbeiten, indem er Touristen zu fünfzehnminütigen Rundflügen über Paris mitnahm. 1925 trat er mit der Novelle L’Aviateur („Der Flieger“) erstmals als Autor hervor.
1926 wurde Saint-Exupéry von der Luftfrachtgesellschaft Latécoère in Toulouse eingestellt, zunächst beim Bodenpersonal. Bald kam er zu den Piloten und flog anfangs die Etappe Toulouse–Casablanca, dann Casablanca–Dakar. 1927/28 war er 18 Monate lang Chef des einsamen Zwischenlandeflugplatzes auf dem Cabo Juby mit dem Hauptort Tarfaya, das zur damaligen Kolonie Spanisch-Marokko gehörte, wo ein Denkmal an ihn erinnert. In seiner Funktion als Flugplatzchef hatte er öfter Probleme mit den kriegerischen Berbern der Gegend.
Mehrfach musste er auch in der Wüste notgelandete Kollegen retten. Für die Rettung von insgesamt 14 Piloten bekam er 1930 den höchsten Orden Frankreichs, der an Zivilisten vergeben wird, den „Chevalier de la Légion d'Honneur“ verliehen. Die meiste Zeit jedoch verbrachte er mit Warten auf das nächste Flugzeug. Hierbei schrieb er seinen ersten längeren Text, den kleinen Roman Courrier Sud („Südkurier“, 1928), der den letzten Flug eines Piloten samt einer eingeschobenen, ebenfalls traurigen Liebesgeschichte erzählt.

### Die Zeit der Erfolge

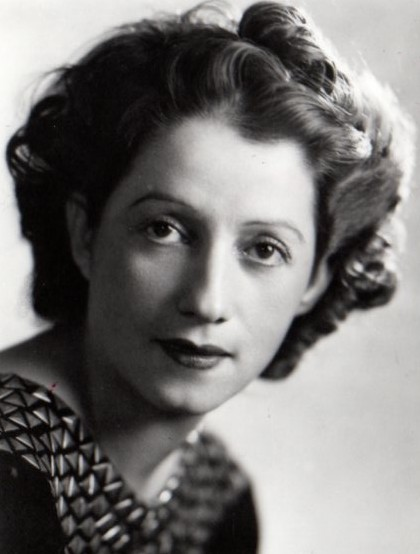
Consuelo de Saint Exupéry (1942)

1929 absolvierte Saint-Exupéry eine Fortbildung in Navigation bei den Marinefliegern in Brest und ging anschließend für seine Gesellschaft nach Argentinien, um in diesem damals reichsten Land Südamerikas Flugpost- und Luftfrachtlinien einzurichten. Seine Erlebnisse und Erfahrungen als Verantwortlicher für die ersten Nachtflüge, die trotz aller Gefahren pflichtgemäß durchgeführt wurden, verarbeitete er in dem Roman Vol de nuit („Nachtflug“, Dezember 1930), dessen Handlung um den tödlichen letzten Flug eines Piloten kreist. Das Werk wurde mit dem renommierten Prix Femina ausgezeichnet und brachte Saint-Exupéry den Durchbruch als Autor.
Im April 1931 heiratete er Consuelo Suncín Sandoval, eine jung verwitwete Malerin aus El Salvador. Die standesamtliche Hochzeit fand in Nizza statt, die kirchliche Trauung feierte das Paar in Agay, wo seine Familie einen Landsitz hatte. Saint-Exupéry ging danach wieder teils als Streckenpilot nach Westafrika, teils betätigte er sich als Versuchspilot für Wasserflugzeuge, wobei er einmal fast ertrank. 1934 wurde er von der neuen Air France eingestellt, zu der sich mehrere Luftfahrtgesellschaften zusammengeschlossen hatten.

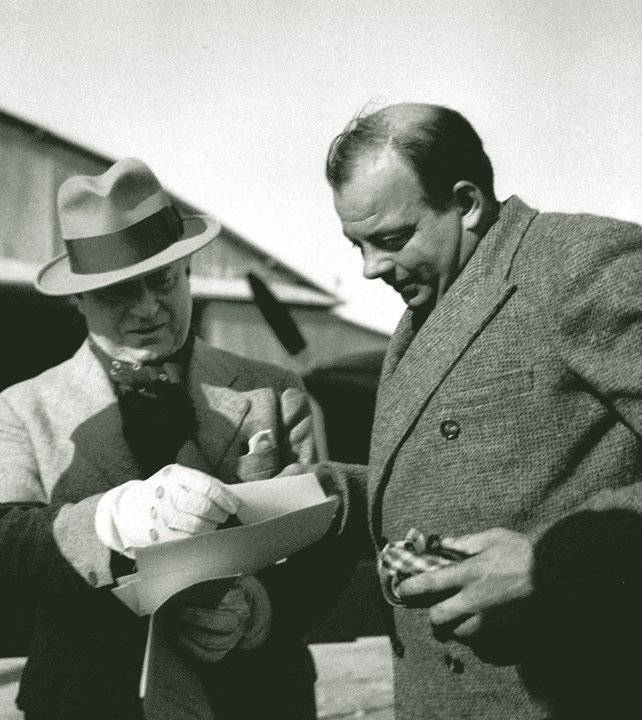
Saint-Exupéry (rechts) mit Marcel Peyrouton in Tunis, 1935

In den nächsten Jahren arbeitete er als Flieger, Werbebeauftragter, Journalist und Autor. So flog er beispielsweise 1934 werbewirksam nach Saigon (damals Hauptstadt der damaligen französischen Kolonie Vietnam) und unternahm 1935 per Flugzeug eine Vortragsreise rund ums Mittelmeer. Im Mai 1935, als die französische und die sowjetische Regierung gerade einen Beistandspakt gegen das Deutsche Reich geschlossen hatten, besuchte er im Auftrag der Zeitung Paris-Soir Moskau und schrieb eine vielbeachtete Artikelserie über seinen Aufenthalt.

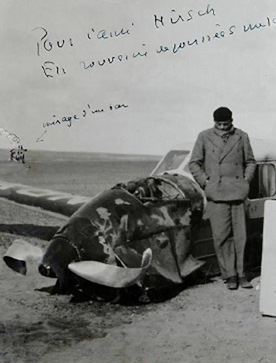
Saint-Exupéry nach seiner Bruchlandung in Ägypten 1935

Am 29. Dezember 1935 stürzte Saint-Exupéry bei einem Versuch, den Streckenrekord Paris–Saigon aufzustellen, 200 Kilometer vor Kairo in der ägyptischen Wüste ab, nachdem es bei schlechter Sicht zu einer Bodenberührung gekommen war. Saint-Exupéry und sein Mechaniker Prévot überlebten die Bruchlandung unverletzt, waren nun aber ohne ausreichenden Trinkwasservorrat Sonne und Hitze der Wüste ausgesetzt. Nach einem fünftägigen Marsch durch die Wüste stießen sie auf eine Karawane und wurden gerettet.
Im Frühjahr 1937 verbrachte Saint-Exupéry für Paris-Soir einen Monat als Reporter im Spanien des Bürgerkriegs, den er von der republikanischen Seite her schilderte, die von der neuen französischen Volksfront-Regierung unterstützt wurde. Mitte Februar 1938 unternahm er den Versuch eines Rekordfluges von New York City nach Feuerland in Südargentinien, stürzte aber in Guatemala beim Start nach einer Zwischenlandung ab und wurde schwer verletzt. Mehrere Autoren behaupten, dass die Kolonialstadt Antigua und ihre Umgebung mitsamt dem Atitlán-See Inspirationsquellen für den Kleinen Prinzen (z. B. für die Vulkane) gewesen seien.
Während seiner Genesung stellte er in New York den Sammelband Terre des hommes
(Wind, Sand und Sterne, in neuerer Übersetzung auch unter dem Titel Die Erde des Menschen veröffentlicht) zusammen, dessen teils neue und teils ältere Texte vor allem ein Hohelied der Kameradschaft unter Männern, der Pflichterfüllung und des Idealismus sowie der Solidarität und Menschlichkeit singen. Das Werk traf bei seinem Erscheinen Anfang 1939 den Nerv der Zeit und hatte großen Erfolg. Es erhielt den Grand Prix du Roman de l’Académie française; auch die amerikanische Übersetzung unter dem Titel Wind, Sand and Stars verkaufte sich bestens und wurde preisgekrönt.

### Kriegszeit
Saint-Exupéry war gerade von einer Reise zu seinem amerikanischen Verleger zurückgekehrt, als Anfang September 1939 der Zweite Weltkrieg ausbrach. Er wurde eingezogen und diente zunächst als Ausbilder für Piloten. Später wurde er selbst Pilot bei einem Aufklärungsgeschwader und im Mai/Juni 1940 Zeuge, wie Nordostfrankreich nach dem deutschen Angriff, dem Blitz allemand, im Chaos versank. Den Waffenstillstand am 25. Juni und die anschließende Demobilisierung der französischen Streitkräfte erlebte er in Algerien, danach hielt er sich zunächst auf dem Landgut einer Schwester in Agay in Südfrankreich auf. Hier schrieb er an einem schon 1936 begonnenen größeren philosophisch-moralistischen, lyrisch-erzählerischen Werk: Citadelle („Die Stadt in der Wüste“), dessen Fragment erst postum erschien.
Ende 1940 reiste Saint-Exupéry über Marokko und das neutrale Portugal in die USA, wo sich seine amerikanischen Autorenhonorare angehäuft hatten. In New York fühlte er sich aber nicht wohl, weil er Probleme mit den dortigen Franzosen hatte, die – anders als er selbst – meist mit Marschall Pétain und dessen soeben etabliertem rechtsautoritären Regime sympathisierten. Bei einem längeren Besuch in Kalifornien, wo der dort im Exil lebende Regisseur Jean Renoir sein Werk Terre des hommes verfilmen wollte, verfasste Saint-Exupéry 1941 das seine Kriegserlebnisse verarbeitende Werk Pilote de guerre („Kriegsflieger“; dt. Titel Flug nach Arras). Es erschien 1942 zunächst in englischer Übersetzung (Flight to Arras), ebenso im französischen Original unter dem Titel Pilote de Guerre. Auch in Frankreich durfte das Buch zunächst veröffentlicht werden. Die deutschen Zensoren unterbanden nur einen Teilsatz, in dem Hitler genannt wurde. Nachdem sich die Presse ausgiebig mit dem Werk auseinandergesetzt hatte, wurde es von den Deutschen auf den Index gesetzt; dennoch zirkulierte das Buch weiter im Untergrund.
Anfang des Jahres 1943 brachte Saint-Exupéry in New York zwei kürzere Texte heraus: Lettre à un otage („Brief an eine Geisel“) und Le petit prince (Der kleine Prinz). Der Lettre ist ein fiktiver Brief an einen jüdischen Freund mit lyrischen, essayistischen und erzählerischen Passagen, durch den Saint-Exupéry die Franzosen in aller Welt zur Solidarität mit Frankreich aufzurufen versuchte, das kurz zuvor im November 1942 gänzlich von deutschen Truppen besetzt worden war. Le petit prince, der sein bekanntester Text wurde (bis heute wurde das Werk weltweit in über 618 Sprachen und Dialekte übersetzt), ist eine märchenähnliche Erzählung um einen in der Wüste notgelandeten Piloten, der hier auf einen kleinen Jungen trifft, den es von einem Asteroiden auf die Erde verschlagen hat. Der reale und surreale Elemente mischende Text liest sich insgesamt wie eine verzweifelte Auseinandersetzung des Autors mit der ihn bedrückenden Situation des geknebelten Frankreichs, seinem Unbehagen im utilitaristisch denkenden Amerika und nicht zuletzt seinem schlechten Gewissen gegenüber seiner in Frankreich zurückgelassenen Frau – der „Rose“ des „kleinen Prinzen“. An Le petit prince erinnert heute im südfranzösischen Ort Agay ein Brunnendenkmal, das einen Schlüsselsatz aus dem Büchlein trägt. Im selben Jahr wurde Saint-Exupéry als Ehrenmitglied in die American Academy of Arts and Letters gewählt.
Im Mai 1943 begab sich Saint-Exupéry in das inzwischen von anglo-amerikanischen Truppen kontrollierte Algerien und wurde wieder Pilot bei den Luftstreitkräften. Seine Flugkünste hatten aber nach der langen Pause gelitten. Als er im Juli bei der Rückkehr von einem seiner ersten Flüge eine Bruchlandung hinlegte, wurde er unter Hinweis auf sein Alter und seine diversen Verletzungen ausgemustert. Er beschäftigte sich daraufhin in Algier mit technischen Problemen der neuen Düsentriebwerke (er besaß bereits einige flugtechnische Patente), schrieb aber auch weiter an Citadelle. Dank seiner Bekanntheit gelang es ihm, sich für eine begrenzte Zahl von Aufklärungsflügen reaktivieren zu lassen. Diese unternahm er zuerst vom inzwischen amerikanisch besetzten Sardinien aus, dann vom zurückeroberten Korsika.
Seine Beziehungen zu den Anhängern des Oberhaupts der Forces françaises libres, Charles de Gaulle, waren in dieser Zeit von gegenseitigem Misstrauen geprägt. Saint-Exupéry nahm den Gaullisten übel, dass sie auf die Machtergreifung fixiert waren. Er ging davon aus, dass sie eine allzu strenge Säuberung (épuration) durchführen würden, was er für kontraproduktiv hielt.

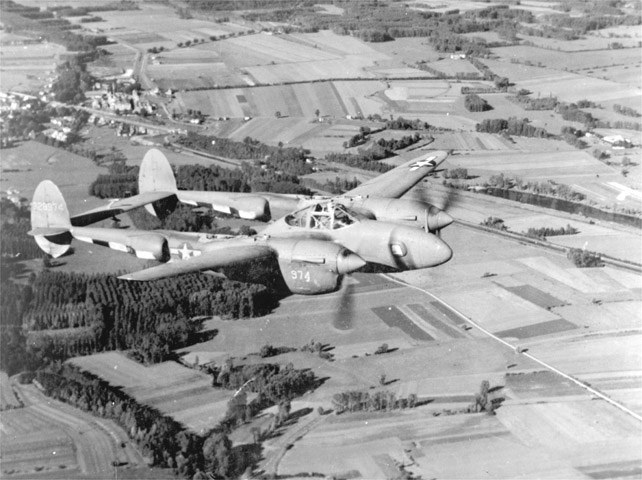
Eine Lockheed F-5 (Aufklärerversion der Lockheed P-38), der Typ, mit dem Saint-Exupéry am 31. Juli 1944 zu seinem letzten Flug startete

### Der letzte Flug
Am 31. Juli 1944 startete Saint-Exupéry morgens vom Flughafen Bastia auf Korsika zu seinem planmäßig letzten Aufklärungsflug in einer Lockheed F-5, der Aufklärervariante der zweimotorigen Lockheed P-38 Lightning (Registriernummer 42-68223) in Richtung Grenoble, kehrte aber nicht zurück und galt seitdem als verschollen. Als Ursache seines Verschwindens wurden verschiedene Möglichkeiten ins Auge gefasst: Abschuss, technischer Defekt, aber auch Suizid, denn Saint-Exupéry war schwer depressiv, wie Briefe aus dieser Zeit belegen. Als weitere Möglichkeit galt bewusstes Abweichen vom vorgegebenen Kurs, um bessere Ergebnisse zu erzielen und sich für weitere Verwendung zu empfehlen.

## Aufklärung der Todesumstände

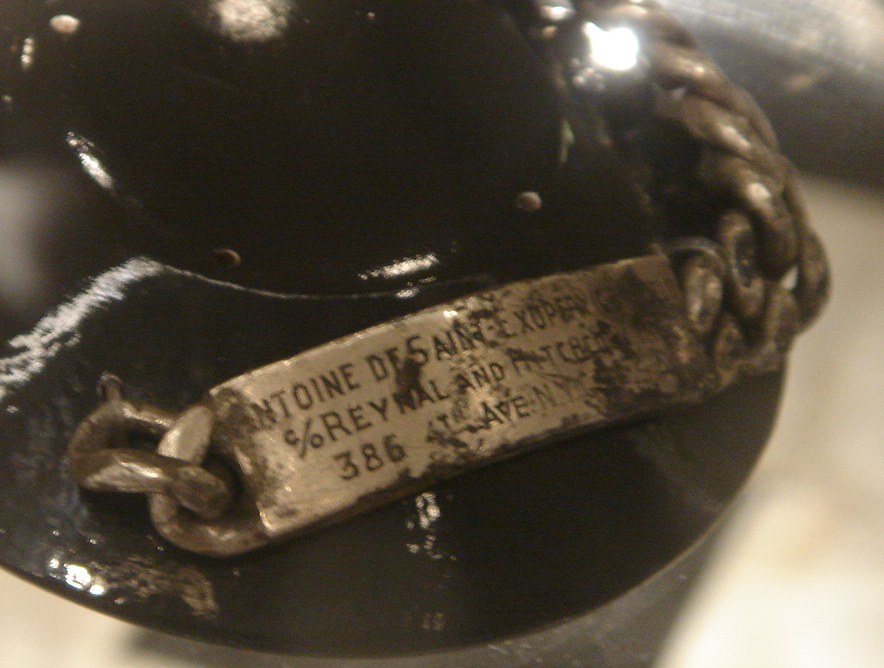
Saint-Exupérys Silberarmband, das 1998 gefunden wurde

Im Sommer 1948 meldete sich bei Saint-Exupérys deutschem Verleger ein Student, der während des Zweiten Weltkriegs Angehöriger des Kommandos der Luftwaffe in Italien gewesen war. Er behauptete, „eine Abschrift der militärischen Protokolle, in welchen alle Kampfkontakte deutscher Flugzeuge mit dem Gegner festgehalten wurden“, zu besitzen. Diese enthielten „unter dem Datum vom 31. Juli eine Eintragung, daß ein französisches Flugzeug in den ersten Nachmittagsstunden nicht weit von der Küste Korsikas abgeschossen wurde“.
Freunde Saint-Exupérys konnten das fragliche Dokument in Deutschland einsehen und kamen zu folgender Einschätzung: „Der Zeitpunkt und der Ort des Luftkampfes stimmten genau mit den Einzelheiten von Saint-Exuperys letztem Flug überein. Der Apparat wurde von einer deutschen Focke-Wulff-Maschine (sic!) des Flugzeugstützpunktes von Avignon abgeschossen und muß demnach ins Meer gestürzt sein.“ Daraufhin gab es Pressemeldungen, wonach Saint-Exupérys Tod geklärt sei. Die angebliche Absturzstelle stimmt jedoch nicht mit dem Fundort des im Jahr 2000 gefundenen Flugzeugwracks  überein.
1998 fand der Marseiller Fischer Jean-Claude Bianco beim Säubern seiner Netze Saint-Exupérys Silberarmband im Meer östlich der Île de Riou (Karte), südlich von Marseille. Es trägt die Gravur mit seinem Namen und den seiner Frau Consuelo sowie Namen und Adresse seiner Verleger Reynal & Hitchcock in New York.
Erst im Jahr 2000 wurden von Luc Vanrell, einem Marseiller Taucher und Unterwasserforscher, Teile der Maschine auf dem Grund des Mittelmeers in der Nähe der Île de Riou geortet, im Herbst 2003 geborgen und 2004 anhand der im Turbolader eines der beiden Motoren eingravierten Nummer „2734“ eindeutig identifiziert. Die Fundstelle liegt weit westlich der vorgegebenen Flugroute von Saint-Exupérys Aufklärungsflug. Vermutlich wollte Saint-Exupéry eigenmächtig Aufklärungsfotos von Marseille machen und so eine weitere Verwendung bei den Luftstreitkräften erzwingen. Die Wrackteile wurden im Juni 2004 dem Musée de l’air et de l’espace in Le Bourget übergeben und sind dort zusammen mit dem 1998 gefundenen Silberarmband ausgestellt.
Recherchen von Luc Vanrell und Jacques Pradel zufolge (2008 auf Französisch und von Claas Triebel und Lino von Gartzen auf Deutsch veröffentlicht) soll der deutsche Jagdflieger Horst Rippert, späterer Sportberichterstatter beim ZDF, als Angehöriger der Jagdgruppe 200 die Maschine Saint-Exupérys abgeschossen haben.
Ein offizieller Abschussbericht liegt allerdings nicht vor, da Abschussberichte seiner Einheit ab Juni 1944 beim Rückzug der Wehrmacht verlorengingen. Auch eine nach Ripperts Angaben erst später angefertigte Karteikarte weist am fraglichen Tag keinen Abschuss aus. Rippert erklärte, er habe weder Stolz noch Ehre hinsichtlich dieses Abschusses empfunden – dies könnte dessen Verschweigen erklären. Des Weiteren waren Bedingungen für einen bestätigten Abschuss insofern nicht gegeben, als Rippert allein flog und so keinen Zeugen hatte.
Die von Saint-Exupéry geflogene zweimotorige P-38 hatte, auf sich allein gestellt, als schwerer Begleitjäger ebenso wie das deutsche Gegenstück Messerschmitt Bf 110 nahezu keine Chance gegen einen wendigen einmotorigen Abfangjäger wie die Bf 109. Deshalb wurde die P-38 in Europa nach schweren Verlusten aus der Rolle des Begleitjägers herausgenommen und nur noch als schneller hochfliegender Aufklärer Lockheed F-5 eingesetzt, so wie ihn auch Saint-Exupéry auf seiner letzten Mission flog. In den Aufzeichnungen von Saint-Exupéry kann man deutlich seine persönliche Abneigung gegen diese Bauart von schnellen und leistungsfähigen Jagdflugzeugen herauslesen. Er flog noch Jahre zuvor Doppeldecker und fühlte sich im Cockpit einer solchen modernen, anspruchsvollen Hochleistungsmaschine wie der P-38J nicht besonders wohl.

## Nachlass und Rezeption

Antoine de Saint-Exupéry (Porträt auf einer 50-Francs-Banknote)

Rückseite der Banknote

- Saint-Exupéry hinterließ kein Testament. Dadurch ging das Erbe, entsprechend der damaligen Regelung, an seine Mutter und die Schwestern. Seine Frau ging leer aus und bestritt diese Regelung. Der Konflikt ist auch heute zwischen den Erbengemeinschaften La Succesion Antoine de Saint-Exupéry-d’Agay und Consuelo de Saint-Exupéry nicht gelöst.[13] Die Autorenrechte lagen bei den Nachkommen der Schwestern von Antoine de Saint-Exupéry.[14] Sie wurden verwaltet von dem französischen Verlag Gallimard.
- 1975 wurde der Asteroid 2578 nach Saint-Exupéry benannt. Seit dem Jahr 2000 trägt der Flughafen Lyon Saint-Exupéry seinen Namen. Ebenfalls 2000 erschienen aus Nachlasspapieren zusammengestellte Erinnerungen seiner Witwe Mémoires de la rose (deutsch: Die Rose des kleinen Prinzen).
- In der letzten Banknotenserie des Französischen Franc vor der Einführung des Euro war Saint-Exupéry die 50-Francs-Note gewidmet.[15]
- Im Konversionsgebiet Gateway Gardens nahe dem Flughafen Frankfurt Main ist eine Straße nach Saint-Exupéry benannt, ebenso in der Schweizer Stadt Freiburg im Üechtland, wo er einen Teil seiner Jugendjahre verbracht hatte.
- Am 3. Dezember 2016 wurde ein vom Autor mit Widmung und Zeichnung versehenes Exemplar der Originalausgabe Le Petit Prince von 1943 in Paris versteigert.[16]
- In Die Widerspenstigkeit. Ein Märchen (2017) beschäftigt sich Mirko Bonné mit Saint-Exupérys Flugzeugabsturz in der Nord-Sahara im Jahr 1935. Auf der Suche nach dessen Flugzeugwrack begegnet dem Erzähler in der Wüste ein Fuchs, mit dem er ins Gespräch kommt.
- 2019 wurde Der kleine Prinz mit dem Retro Hugo Award 1944 in der Kategorie Best Novella (Bester Kurzroman) ausgezeichnet.

## Werke
- L’aviateur. 1926. (Der Flieger.)

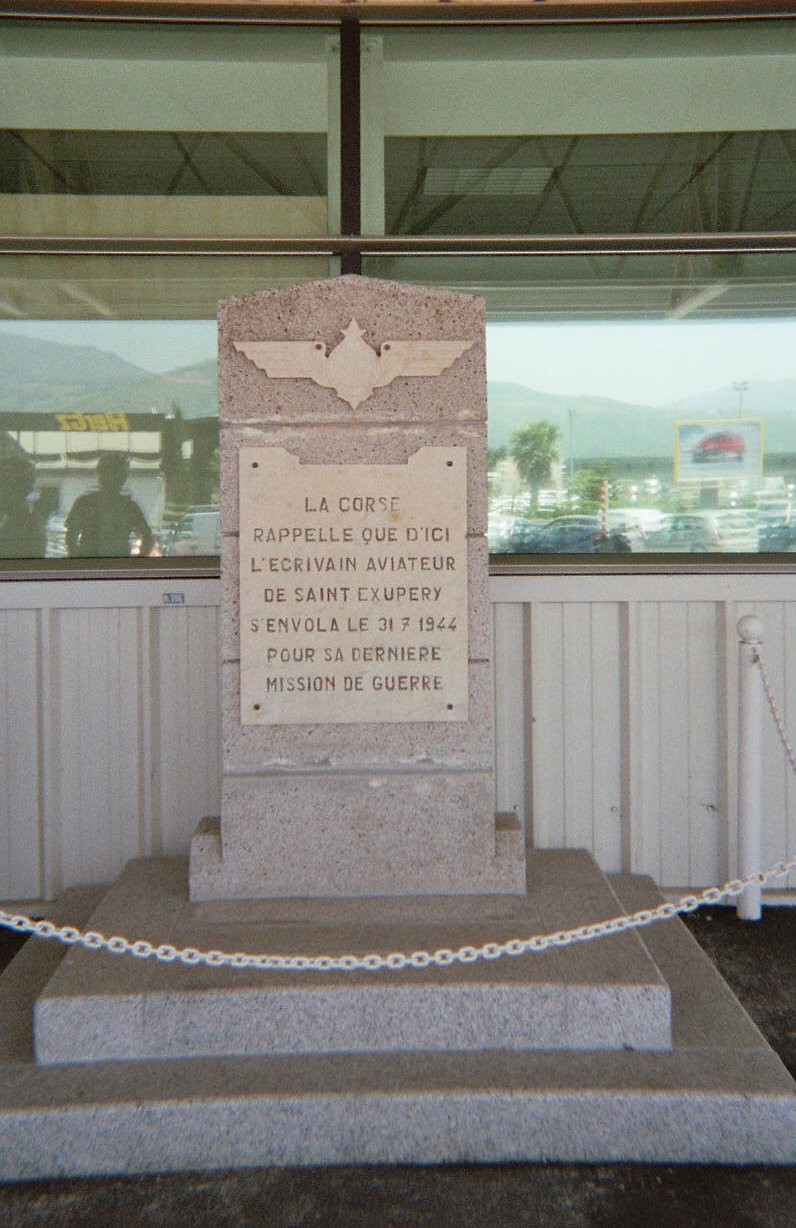
Denkmal für Antoine de Saint-Exupéry am Flughafen Bastia

- Courrier Sud. 1928. (Südkurier. Rauch, 2001, ISBN 3-7920-0034-2).
- Vol de nuit. 1931. Deutsche Übersetzung als:

Nachtflug. Vorwort André Gide, Deutsch Hans Reisiger, S. Fischer, Berlin 1932, weitere Auflagen im arisierten S. Fischer Verlag 1933 bis 1943. Nach dem Ende des Nationalsozialismus viele weitere Auflagen im S. Fischer Verlag, Frankfurt. Zuletzt als Tb. 2015 unter der ISBN 978-3-596-90594-2.
Neuauflage, Übersetzung Annette Lallemand. Rauch, Düsseldorf 2017. ISBN 978-3-7920-0072-4.
- Terre des hommes. 1939. (Wind, Sand und Sterne. ISBN 3-7920-0030-X).
- Lettre à un otage. 1941. (Bekenntnis einer Freundschaft. Rauch, Düsseldorf 1999, ISBN 3-7920-0031-8).
- Pilote de guerre. 1942. (Flug nach Arras. Karl Rauch-Verlag, Düsseldorf 2002, ISBN 3-7920-0035-0).
- Le petit prince. New York 1943. (Übersetzte Ausgabe Der kleine Prinz. Rauch-Verlag, Bad Salzig 1950.) Danach viele weitere deutsche Ausgaben. (DE: Gold (Kids-Award)[17] für das Hörspiel zum Buch)
- Citadelle. 1948 posthum, unvollendet. (Die Stadt in der Wüste. Karl Rauch-Verlag, Düsseldorf 2002, ISBN 3-7920-0037-7).
- Antoine de Saint-Exupéry, Consuelo de Saint-Exupéry: Correspondance. 1930–1944. Herausgegeben von Alban Cerisier. Gallimard, Paris 2021, ISBN 978-2-07-293176-5.[18]

## Verfilmungen
- 1936: Anne-Marie – Regie: Raymond Bernard (Drehbuch von Saint-Exupéry)
- 1966: Der kleine Prinz – Regie: Konrad Wolf
- 1966: Der kleine Prinz (Mažasis princas) – Regie: Arūnas Zebriūnas
- 1974: Der kleine Prinz (The Little Prince) – Regie: Stanley Donen
- 1975: Der kleine Prinz (Le petit prince) – Regie: Jean Louis Guillermou
- 1990/1997: Der kleine Prinz – Regie: Theo Kerp
- 1996: Saint-Exupéry: Der letzte Auftrag. (OT: Saint-Exupéry: La dernière mission.) Spielfilm, Frankreich, 1996, 104 Minuten, Buch: Robert Enrico und Marcel Jullian, Regie: Robert Enrico, Produktion: France 2 Cinéma, France 3 Cinéma, Son et Lumière, Inhaltsangabe von moviepilot, mit Bernard Giraudeau als Saint-Exupéry und Maria de Medeiros als Consuelo de Saint-Exupéry.
- 2003: Der letzte Flug – Regie: Roger Mönch (Kurzfilm nach einer Geschichte von Rudolf Braunburg)
- 2015: Der kleine Prinz
- 2024: Saint-Exupéry – Die Geschichte vor dem kleinen Prinzen (französischer Originaltitel: Saint-Ex): Biografischer Kino-Spielfilm über die Postflüge von Antoine de Saint-Exupéry in Argentinien. Deutscher Kinostart: 29. Mai 2025

## Dokumentarfilme
- Saint-Ex. Doku-Drama und Dokumentarfilm, Großbritannien, 1996, 82 Minuten, Buch: Frank Cottrell Boyce, Regie: Anand Tucker, Produktion: BBC, Majestic Films International, The Oxford Film Company, deutsche Erstsendung: 1. Januar 2007 bei arte, mit Bruno Ganz als Saint-Exupéry, Miranda Richardson als Consuelo de Saint-Exupéry.[19]

- Wüste. Dokumentarfilm nach Motiven von Saint-Exupéry, Deutschland, 2000, 98 Minuten, Regie: Ebbo Demant, Produktion: SWR, arte, Musik: Brian Eno, Anouar Brahem, Pat Metheny, Alan Parsons Project, David Torn, Winds and Waves.

- Der Himmel, das Meer… Antoine de Saint-Exupéry. Dokumentarfilm, Deutschland, 2014, 44 Minuten, Buch und Regie: Birgitta Ashoff, Produktion: Bayerischer Rundfunk, Reihe: Lido, Erstsendung: 11. Januar 2014 beim BR, Inhaltsangabe. In: Bayerischer Rundfunk. 10. September 2015, archiviert vom Original (nicht mehr online verfügbar) am 10. November 2017.

## Bühnenwerke
- Romantische Oper: Der kleine Prinz für Soli, Chor und Orchester von Nikolaus Schapfl, 2000 (Orchestersuite 1996: UA Shanghai 1997; Uraufführung konzertant: Salzburg 2003, Titelrolle: Yvonne Moules; Uraufführung szenisch: Badischen Staatstheater Karlsruhe, 23. März 2006; Titelrolle: Robert Crowe)
- Rock-Oper: B612 von Riccardo Romano Land nach 'Der kleine Prinz' von Saint-Exupéry, Marakash Records, 2017
- Andreas Willscher: Der kleine Prinz. 15 Orgelstücke nach Gedichten von Klaus Lutterbüse. Butz-Verlag 2019, Verlagsnr. BU 2896